# Trichostachys longifolia
Trichostachys longifolia là một loài thực vật có hoa trong họ Thiến thảo. Loài này được Hiern miêu tả khoa học đầu tiên năm 1877.